# Біоциди
Біоциди — засоби знищення шкідливих живих організмів. До біоцидів належать речовини, які використовуються для обробки води, захисту деревини, у виробництві фарб і покриттів, харчових продуктів та напоїв, а також косметичних речовин. Однією із провідних галузей використання біоцидів, звісно, є сільське господарство. Тут вони використовуються на великих площах і допомагають зберегти врожай. До біоцидів зараховують багато фунгіцидів, гербіцидів, інсектицидів, акарицидів, нематод та інших груп агрохімікатів.
Нещодавно світ побачив звіт «Світовий ринок біоцидів: типи, сфери, застосування, тренди та прогнози (2011—2016)». У ньому представлена інформація про обсяги ринку та доходи виробництва біоцидів різних типів. Загальний прибуток у світовому ринку біоцидів на 2010 рік оцінений у 7,2 млрд доларів. Очікується, що до 2016 року цей показник зросте до 9,4 млрд доларів. Середньорічний приріст росту — 4,3 %. Провідну позицію посідає Північна Америка (45 % продаж у 2010 році). Проте тенденція ринку біоцидів поширюється і на Захід, де останніми роками прослідковується чітка тенденція зростання.
Біоцидні продукти і активні речовини, що містяться в них, у Європі, піддавалися різному ступеню контролю у різні періоди. Більше десяти років тому підписанням Директиви про біоцидні продукти (Директива 98/8/EC) відбулася спроба узгодити правила та норми. Останніми змінами до Директиви є так звані «Правила» (Правила (ЄС) 528/2012), метою яких є подальше вдосконалення функціонування ринку біоцидної продукції у країнах ЄС, а також продовження забезпечення високого рівня захисту для людини і навколишнього середовища.
Початок роботи над текстом доповнень датується 2009 роком, а повний текст ухвалено в травні 2012 року. Правила набувають чинності від 1 вересня 2013 року.
Найбільш значні зміни були додані до статей, що охоплюють інформацію про застосування наноматеріалів і введення речовин у сферу біоцидів уперше. Є також деякі зміни у сфері регулювання.
Також важливим є збільшення значимості, яку відіграє Європейське хімічне агентство (ЕХА). Установа буде відігравати значну роль у процесі дозволу біоцидних продуктів. Також була розроблена спеціальна ІТ-платформа для фіксування переліку активних речовин та біоцидних продуктів.
Є кілька змін, які є менш помітними, ніж очевидні відмінності, наведені вище. До них належать, наприклад, положення про регулювання альтернативних постачальників і оцінка технічної еквівалентності.
Внесені корективи стосуються також конкретного застосування наноматеріалів у виробництві біоцидних продуктів. Зокрема, такі з них:
- при використанні наноматеріалів повинна бути передбачена їхня наукова доцільність, технічна адаптація та інші параметри, котрі якомога більш точно розкривають їхню будову та властивості;
- усі наноматеріали, включені в біоцидний продукт, підлягають маркуванню. Тобто останній повинен бути визначений як такий, що містить наноматеріали.

Європейська комісія запропонувала затвердити два активних інгредієнти як біоциди.
Гідроген ціанід був затверджений як консервант деревини, родентицид (пестицид, котрий використовується для знищення гризунів) та інсектицид. Держави-члени ЄС повинні забезпечити дозвіл на Гідроген ціанід для високоякісних компаній та професійного використання, яке передбачає дотримання правил безпеки оперативних процедур під час роботи з речовиною, зокрема при процедурах фумігації та вентиляції.
Речовина Cis-Tricos-9-ene була затверджена як репелент (речовина, яка відлякує комах, кліщів, гризунів, птахів) та атрактант (речовина, що працює за принципом інсектицидів). Комісія ЄС закликає до забезпечення державами конкретних видачі дозволів на використання біоциду. Для продуктів, отриманих після обробки Cis-Tricos-9-ene, держава повинна розробити чіткі параметри максимальних рівнів залишків (MRL), а також контролювати процес використання речовин, аби не допустити наднормове застосування їх виробниками.

## Інтернет-ресурси
- Biocides by [European Commission Directorate-General for the Environment]
- US EPA Office of Pesticide Programs
- European Chemicals Agency Biocides Product Regulation website
- EFSA European Food Safety Authority
- Organisation for Economic Co-operation and Development (OECD) Biocides website
- US Food and Drug Administration (gone)